# Campeonato Central de Rugby 2001
El Campeonato Central de Rugby de 2001 fue la 54° edición del torneo de rugby de primera división de Chile.

## Primera fase
|  | Clasifica a las semifinales por el campeonato. |

| Pos. | Equipo               | Encuentros | Encuentros | Encuentros | Encuentros | Tantos | Tantos | Tantos | Puntos |
| Pos. | Equipo               | PJ         | PG         | PE         | PP         | F      | C      | Dif    | Puntos |
| ---- | -------------------- | ---------- | ---------- | ---------- | ---------- | ------ | ------ | ------ | ------ |
| 1.º  | Los Troncos          | 7          | 5          | 0          | 2          | 216    | 120    | +96    | 17     |
| 2.º  | Alumni SC            | 7          | 5          | 0          | 2          | 216    | 120    | +96    | 17     |
| 3.º  | Old Macks            | 7          | 5          | 0          | 2          | 149    | 109    | +40    | 17     |
| 4.º  | COBS                 | 7          | 3          | 3          | 2          | 121    | 100    | +21    | 15     |
| 5.º  | Stade Français       | 7          | 3          | 1          | 3          | 129    | 204    | -75    | 14     |
| 6.º  | PWCC                 | 7          | 2          | 1          | 4          | 128    | 188    | -60    | 12     |
| 7.º  | Universidad Católica | 7          | 2          | 0          | 5          | 191    | 196    | -5     | 11     |
| 8.º  | Old Boys             | 7          | 1          | 0          | 6          | 78     | 168    | -90    | 9      |

## Fase final

### Semifinales
| 2 de septiembre de 2001 | COBS | 18 - 30 | Alumni SC |  |  |

| 2 de septiembre de 2001 | Los Troncos | 18 - 15 | Old Macks |  |  |

| 9 de septiembre de 2001 | Los Troncos | 11 - 18 | Old Macks |  |  |

#### Final
| 15 de septiembre de 2001 | Alumni SC | 22 - 16 | Old Macks |  |  |

| Bandera de Chile  |
| Campeón Alumni SC |
| Primer título     |